# Hieracium collsuspinense
Hieracium collsuspinense es una especie de planta con flor del género Hieracium, de la familia Asteraceae, orden Asterales.

## Distribución
Hieracium collsuspinense se distribuye por España.

## Taxonomía
Fue descrita científicamente por Mateo, Egido & Gomiz. Fue publicada en Flora Montiber. 70: 125 (2018).